# 4-й проезд Марьиной Рощи
4-й прое́зд Ма́рьиной Ро́щи — улица на севере Москвы в районе Марьина Роща Северо-Восточного административного округа к северу от улицы Сущёвский Вал.

## Расположение
Идёт параллельно 5-му проезду Марьиной Рощи на севере и 3-му проезду Марьиной Рощи на юге. Имеет длину около 500 метров, начинается от 4-й улицы Марьиной Рощи, пересекает 3-ю и 2-ю улицу Марьиной Рощи и заканчивается на Шереметьевской улице.

## Название
Получил название в 1880-х годах во время застройки этой местности по располагавшейся здесь до этого Марьиной роще и находившейся поблизости деревни Марьино. До 1929 года назывался Левым и Правым 4-ми проездами Марьиной Рощи до железной дороги.